# جورج غاردينر (سياسي أمريكي)
جورج غاردينر (بالإنجليزية: George Gardiner) هو سياسي أمريكي، ولد في 1610، وتوفي في 1677.